# Lautenne
Lautenne est un hameau de Surice situé en Wallonie dans l’Entre-Sambre-et-Meuse.  Sis à un croisement de deux routes secondaires et dépendant auparavant du  village d’Omezée, il fait aujourd’hui administrativement partie de la ville de Philippeville et de la province de Namur en Belgique.
Dessiné en croix le hameau s’est développé autour du croisement de la route secondaire descendant, Nord au Sud, de la Nationale 97 à Surice et d’une autre route locale, Ouest en Est, de Franchimont à Omezée.

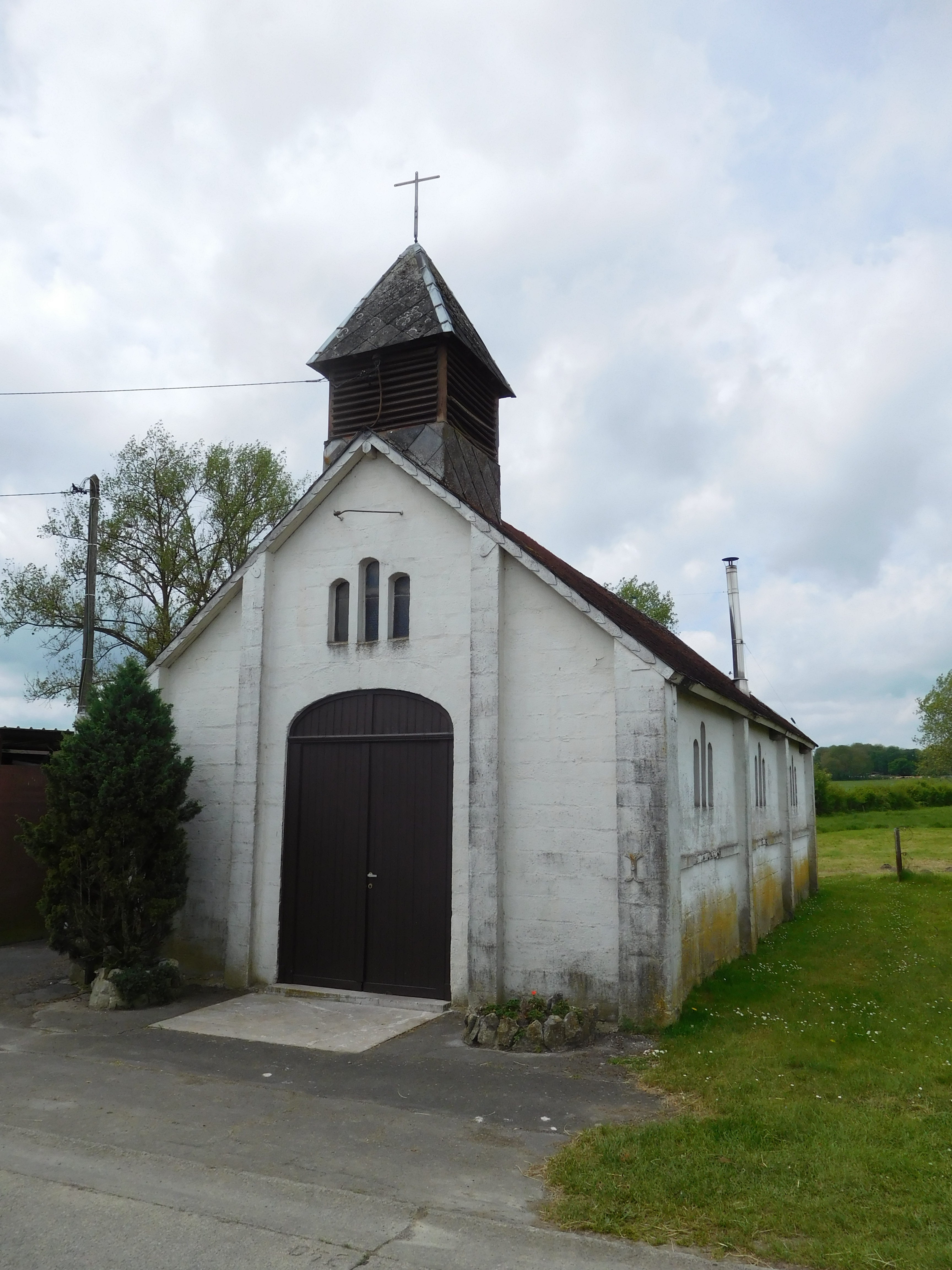
Chapelle de Lautenne

## Sources et références
1. ↑  « Philippeville: un projet de 12 maisons et 3 appartements bien accueilli à Lautenne », sur sudinfo.be, 6 janvier 2021 (consulté le 21 février 2025)